# 再び白いライラックが咲いたら (映画)
『再び白いライラックが咲いたら』（Wenn der weiße Flieder wieder blüht）は、1953年製作の西ドイツの映画。映画の題名にもなっている主題曲は、日本で「すみれの花咲く頃」と題された宝塚歌劇団の歌として知られている。

## 概要
ドイツのヴィースバーデンを舞台に繰り広げられる人情ドラマ。ロミー・シュナイダーとゲッツ・ゲオルゲのデビュー作品。後半部分では戦前・戦中のドイツで多くのミュージカル作品に出演したヴィリー・フリッチのレビューシーンをカラーで視ることができる。

## ストーリー
お針子のテレーゼとヴィリーは結婚して1年経つが、ヴィリーは歌手として名を馳せたいという夢を結婚後も捨てきれず、2人は不仲になってしまう。
ある日、ヴィリーはテレーゼが身籠っていることも知らずに家出してしまう。15年後、友人のペーターと家族同様に暮らすようになっていたテレーゼの元に、歌手として成功したヴィリーが戻ってきたが、ペーターを実の父のように慕っている娘のエフシェンに諭され、復縁をあきらめる。しかし失意のヴィリーには、仕事のほかにも互いに心を惹き合わせる関係になっていたエレンが寄り添っていた。

## キャスト
- ヴィリー・フォルスター：ヴィリー・フリッチ
- テレーゼ・フォルスター：マグダ・シュナイダー
- エフシェン・フォルスター：ロミー・シュナイダー
- エレン：ヘルタ・ファイラー
- ペーター・シュローダー：パウル・クリンガー
- ムッツバウアー教授：アルベルト・フロラート
- モーゼライン夫人：トゥルーデ・ヴィルケ＝ロスヴォグ
- リーゼロッテ：エリカ・ブロック
- キューン夫人：エルナ・ハフナー
- バーバラ：ニーナ・フォン・ポレムプスキー
- クラウス：ゲッツ・ゲオルゲ